# 兪通海

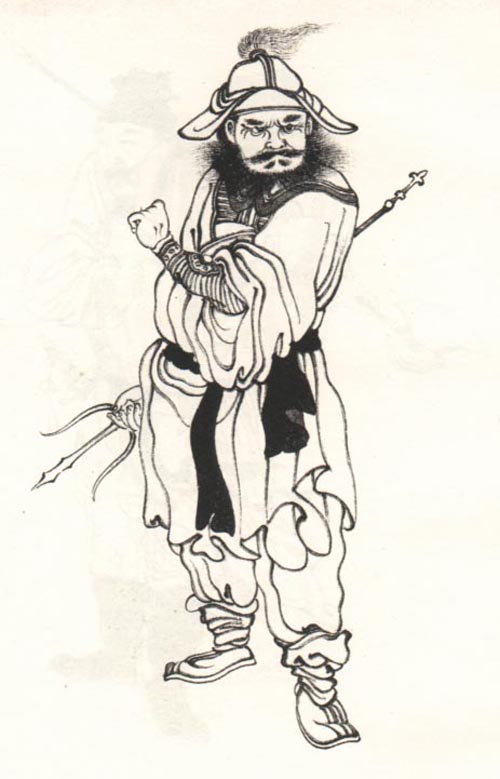
兪通海

兪 通海（ゆ つうかい、1330年 - 1367年）は、元末の軍人。字は碧泉。本貫は濠州。朱元璋に仕えて、彼の勢力拡大に貢献した。弟の兪通源・兪淵も朱元璋に仕えて、明開国の功臣となった。

## 生涯
| 姓名         | 兪通海                                                                     |
| 時代         | 元代                                                                       |
| 生没年       | 至順元年（1330年） - 至正27年（1367年）                                    |
| 字・別名     | 碧泉（字）                                                                 |
| 本貫・出身地 | 濠州                                                                       |
| 職官         | 秦淮翼元帥→枢密院判官→枢密院事→枢密院同知 →中書省平章政事→摂江淮行中書省事 |
| 爵位         | 豫国公（明）→虢国公（明）                                                  |
| 諡号         | 忠烈（明）                                                                 |
| 陣営・所属   | （独立勢力）→朱元璋                                                        |
| 家族・一族   | 父:兪廷玉 弟:兪通源、兪淵                                                  |

父の兪廷玉、弟の兪通源・兪淵、同士の趙普勝・廖永安らと共に巣湖に水船1千艘を有す勢力として割拠していた。至正15年（1355年）5月、和陽にいた朱元璋は渡河作戦を試みた際、所有する船舶のない朱元璋に対し兪通海は間道を使って接触、協力を申し出た。これにより水軍を得た朱元璋は渡河作戦を実行、采石・太平を攻略した。至正16年（1356年）2月、蛮子海牙が水軍を率いて采石を攻撃、陳兆先も20万の兵を率いて方山に進軍し、朱元璋軍の挟撃を試みたが、兪通海は廖永安と協力したこれに対応、翌月蛮子海牙は逃走、その後の追撃で集慶において陳兆先を捕らえ、3万6千の兵を降伏させている。
至正17年（1357年）6月、兪通海は水軍を率いて石牌戍を、8月には望亭・新安を攻略、14日には呂珍の水上勢力を制圧し、17日に馬馱沙を攻撃、その後湯和に従って鎮江を攻略し、秦淮翼元帥に任じられている。その後も丹陽・金壇・常州を攻略し、枢密院判官に任じられた。敵対する張士誠軍を馬跡山で破ると、敵の諸将の戦意喪失より兪通海は徹底抗戦を主張、右目に矢を受けながらも督戦している。至正18年（1358年）正月、廖永安と共に石牌を攻撃、張士誠の軍勢を降伏させ。4月に再び石牌を攻めている。至正19年（1359年）4月、兪通海は樅陽の水寨を攻撃、趙普勝の軍勢を破り、その水上勢力を接収し池州を支配下に置き、この武功により枢密院事に任じられている。
至正20年（1360年）、陳友諒が龍湾に侵攻すると諸将と共に反撃、敵水軍を慈湖で撃滅し、7名の将を捕虜としている。これにより枢密院同知に進んだ兪通海は銅陵・九江を攻略している。
至正22年（1362年）3月、徐達に呼応し叛乱を起こした祝宗・康泰を攻撃、南昌を回復している。その後も張士誠軍をとの戦闘を続け、廬州を攻略した。
至正23年（1363年）4月、陳友諒が大軍を率いて南昌攻略すると。7月、朱元璋による救援のための派兵に兪通海も参加している。両軍は康郎山で衝突、陳友諒軍の船舶が巨大で、小型船による構成される朱元璋軍は苦戦したが、兪通海は風を利用し、火砲で敵船20余を焼き払った。戦闘当初は陳友諒軍優位であり朱元璋の船に陳友諒軍の将の張定辺が接近したが。常遇春による弓矢攻撃と兪通海が援護により窮地を脱した朱元璋であるが、その後は兪通海の水軍が陳友諒軍を抑え、廖永忠らが火薬を仕込んだ7艘の船を敵中に突入させ敵船数百を焼き払うと、戦況は朱元璋軍が優位となった。兪通海が敵船団深く侵入し力戦することで朱元璋軍の士気は上がり、逆に陳友諒軍の士気は下がった。兪通海は朱元璋に対し鄱陽湖の水深が浅いことから敵船舶は旋回が困難であり、上流に回り込み入り江への閉塞作戦を進言した。進言を入れた朱元璋は水陸を柵で結び、陳友諒軍を閉塞、陳友諒軍は、脱走や寝返りが相次いだ。8月、陳友諒は包囲突破を試みるが、流れ矢によって戦死した。兪通海は鄱陽湖の戦いにおける最大の功績者として、後に朱元璋から良田と金帛が下賜された。
至正24年（1364年）、武昌を平定。朱元璋が呉王を自称すると、中書省平章政事に任じられた。4月には通州へ進軍して、張士誠勢力を破り、朱瓊と陳勝を捕縛した。江淮行中書省事に任じられ、廬州に駐屯した。至正26年（1366年）には徐達の下で安豊を平定、湖州・太倉を攻略した。
至正27年（1367年）2月、姑蘇を攻撃した兪通海であるが、桃花塢の戦いで流れ矢に当たり重傷を負う。金陵に戻ると朱元璋が見舞いに訪れた。朱元璋が話しかけても、兪通海は会話することもできず、朱元璋は涙を流しながら去ったと記録されている。38歳で死去、朱元璋はその死を悲しみ豫国公に追封した。洪武3年（1370年）に虢国公を贈封され、忠烈と贈諡、功臣廟に肖像が建てられている。

## 人物・逸話
- 冷静沈着な人物であり、軍律を厳しくしながらも将士に恩徳を与え、その辛抱は厚かった。
- 水戦を得意とする巣湖の諸将の中で最も水戦が得意であった。